# CARMI - Museo Carrara e Michelangelo
Il CARMI - Museo Carrara e Michelangelo, è una museo di Carrara, situato nel parco della Padula, in via Sorgnano 42, all'interno della Villa Fabbricotti.

## Descrizione
Attualmente, al piano nobile è allestito un omaggio che la città di Carrara dedica a Michelangelo Buonarroti, lo scultore che ha saputo trasformare il marmo locale in capolavori riconosciuti nel corso delle diverse epoche storiche.
Al piano terra si tengono mostre temporanee legate alla cultura artistica cittadina: al momento sono esposti numerosi gessi storici provenienti dalla Gipsoteca dell’Accademia di Belle Arti di Carrara, insieme a quelli della collezione Lazzerini, appartenente all’omonimo storico laboratorio artistico di proprietà dell’IPIA Marmo di Carrara.
Nei seminterrati, oltre a spazi destinati alle attività museali, come i laboratori didattici, sono esposti materiali scenografici utilizzati nelle produzioni cinematografiche dedicate al grande Maestro, realizzate in città, tra cui Il peccato - Il furore di Michelangelo e Michelangelo - Infinito.